# Даєр (Теннессі)
Даєр (англ. Dyer) — місто (англ. city) в США, в окрузі Ґібсон штату Теннессі. Населення — 2308 осіб (2020).

## Географія
Даєр розташований за координатами 36°4′16″ пн. ш. 88°59′33″ зх. д. / 36.07111° пн. ш. 88.99250° зх. д. (36.071161, -88.992366).  За даними Бюро перепису населення США в 2010 році місто мало площу 5,90 км², уся площа — суходіл.

## Демографія
Згідно з переписом 2010 року, у місті мешкала 2341 особа в 902 домогосподарствах у складі 613 родин. Густота населення становила 397 осіб/км².  Було 1035 помешкань (176/км²).
Расовий склад населення:
| - 77,7 % — білих - 19,8 % — чорних або афроамериканців - 0,1 % — азіатів |

До двох чи більше рас належало 2,3 %. Частка іспаномовних становила 0,9 % від усіх жителів.
За віковим діапазоном населення розподілялося таким чином: 24,8 % — особи молодші 18 років, 53,9 % — особи у віці 18—64 років, 21,3 % — особи у віці 65 років та старші. Медіана віку мешканця становила 39,8 року. На 100 осіб жіночої статі у місті припадало 79,9 чоловіків;  на 100 жінок у віці від 18 років та старших — 75,2 чоловіків також старших 18 років.
Середній дохід на одне домашнє господарство  становив 41 289 доларів США (медіана — 31 130), а середній дохід на одну сім'ю — 51 218 доларів (медіана — 46 406). Медіана доходів становила 40 370 доларів для чоловіків та 22 409 доларів для жінок. За межею бідності перебувало 21,6 % осіб, у тому числі 36,6 % дітей у віці до 18 років та 9,4 % осіб у віці 65 років та старших.
Цивільне працевлаштоване населення становило 835 осіб. Основні галузі зайнятості: освіта, охорона здоров'я та соціальна допомога — 24,6 %, виробництво — 17,4 %, роздрібна торгівля — 15,0 %.